# Некунец
Некунец — деревня в Невельском районе Псковской области России. Входит в состав сельского поселения «Лёховская волость».
Находится на берегу озера Некунец в 22 верстах к юго-востоку от города Невель и в 9 верстах к северо-западу от деревни Лёхово.

## Население
Численность населения деревни на конец 2000 года составляла 3 жителя.